# Informace o Chartě 77
Informace o Chartě 77 neboli zkráceně Infoch byl československý samizdatový časopis, který vycházel v letech 1978–1989 (poté vyšla ještě tři zvláštní čísla v letech 1990, 1991 a 1992). Časopis přinášel zejména informace o činnosti československého disentu a jeho pronásledování komunistickým režimem, objevovaly se zde i recenze a eseje. Jeho zakladatelem byl Petr Uhl, s nímž dále spolupracovali jeho manželka Anna Šabatová, Václav Benda, Otta Bednářová, Jiří Ruml, Petr Krejčí, Pavla Paloušová a Heřman Chromý. Uhl původně časopis navrhoval jako oficiální orgán petičního hnutí Charta 77, což však nebylo přijato, takže časopis existoval nezávisle na Chartě, i když měl v názvu její jméno.